# Julius Aldinger
Julius Wilhelm Aldinger (* 31. März 1832 in Fürth; † 2. Januar 1903 ebenda) war ein bayerischer Rechtsanwalt und Politiker.
Aldinger war von 1857 bis 1869 Magistratsrat von Fürth. Am 19. Mai 1874 wurde er infolge des Ausscheidens von Leonhard Pfann Mitglied der Kammer der Abgeordneten des Bayerischen Landtags. Er gehörte dem Landtag bis 1875 an.
Er war der Sohn von Wolfgang Aldinger und der Großvater von Hermann Aldinger (1907–1993).